# Claude Cottereau
Claude Cottereau, sieur de la Roche et de la Bédouère, fut maire de Tours de 1590 à 1591.

## Biographie
Trésorier général de France (1577-1615), il est maire de Tours de 1590 à 1591.